# Maartje Boudeling
Maartje Boudeling (Yerseke, 29 januari 1939) is een gepensioneerd chef-kok, bekend van haar koken in het met twee Michelinsterren beloonde Inter Scaldes in Kruiningen.

## Biografie

### Begin carrière
Boudeling volgde de mulo in Yerseke, waarna ze naar Rotterdam trok voor een opleiding tot kapster. Na afronding van deze opleiding keerde zij terug naar Yerseke en opende daar samen met haar zus de kapsalon Beauté. De kapsalon liep uitstekend, maar ze vertrok na haar huwelijk met Kees Boudeling in 1962.
Na haar huwelijk ging zij aan de slag in het familierestaurant van haar echtgenoot, gelegen aan de Rijksweg in Kruiningen. Voortbouwend op wat zij geleerd had van haar moeder, nam zij de keuken over. Het echtpaar realiseerde zich echter snel dat Maartje meer kookkennis moest hebben om hun droom van een specialiteitenrestaurant te kunnen realiseren. En dus begon zij Frans te leren alvorens naar Frankrijk te trekken. Aldaar liep zij stages in verschillende goed aangeschreven restaurants, van de Elzas tot Bretagne. 

### Eigen restaurant
Eenmaal weer thuis begon het echtpaar serieus zijn droom na te jagen. Door het succes van Boudelings kookkunst werd het toenmalige restaurant te klein. Bij toeval besloot de Koninklijke Marechaussee in dezelfde periode Kruiningen te verlaten en bood zij de villa die zij in gebruik had te koop aan. De Boudelings hapten toe en openden in 1968 Inter Scaldes in de villa. 
Aangezien Maartje Boudeling geloofde in versheid, weigerde zij ingrediënten te importeren om exclusieve gerechten op de kaart te kunnen zetten. In plaats daarvan betrok zij al haar vis en schelpdieren en het merendeel van haar groente en fruit lokaal. Teneinde de versheid te garanderen werd er soms meerdere keren per dag besteld en geleverd.

### Michelinster
In 1978 kreeg Boudeling voor het eerst een Michelinster voor haar koken, exact tien jaar naar de opening van Inter Scaldes. Zij behield de ster tot 1984, toen zij twee sterren kreeg toegekend. De twee sterren heeft zij vervolgens weten te behouden tot zij het restaurant verkocht in 2001. Kees en Maartje Boudeling verkochten het restaurant in 2001 aan Claudia en Jannis Brevet, tot dan toe eigenaars en uitbaters van Helianthushof in Uden.
Boudeling, als patroon-cuisinier, trad in 1992 toe tot Les Patrons Cuisiniers (LPC). Eerder al, in 1980, was het restaurant toegetreden tot de Alliance Gastronomique Néerlandaise. Na de  interne scheuring waaruit de LPC ontstond, vertrokken zij bij de Alliance. Boudeling is de initiatiefnemer en naamgever van de culinaire competitie om de De Zilveren Oester/Maartje Boudeling Trofee, die sinds 2006 wordt georganiseerd.
In 2007 eindigde Boudeling als negende in de lijst "Meest insprirerende chef-koks van de afgelopen 30 jaar", samengesteld door het tijdschrift Lekker.

## Onderscheidingen
- 1 Michelinster: 1978-1983[13][14]
- 2 Michelinsterren: 1984-2001[14][15][16][17][18]
- Nederlandse Gastronomieprijs NCK Uncle Ben’s Ring: 1999[19]
- ‘Ladychef of the year’: 2000[20]
- Lady Chef of the Century[1]
- Escoffier Prijs Alliance Gastronomique Néerlandaise: 2002[21][22]